# بریستول کارز

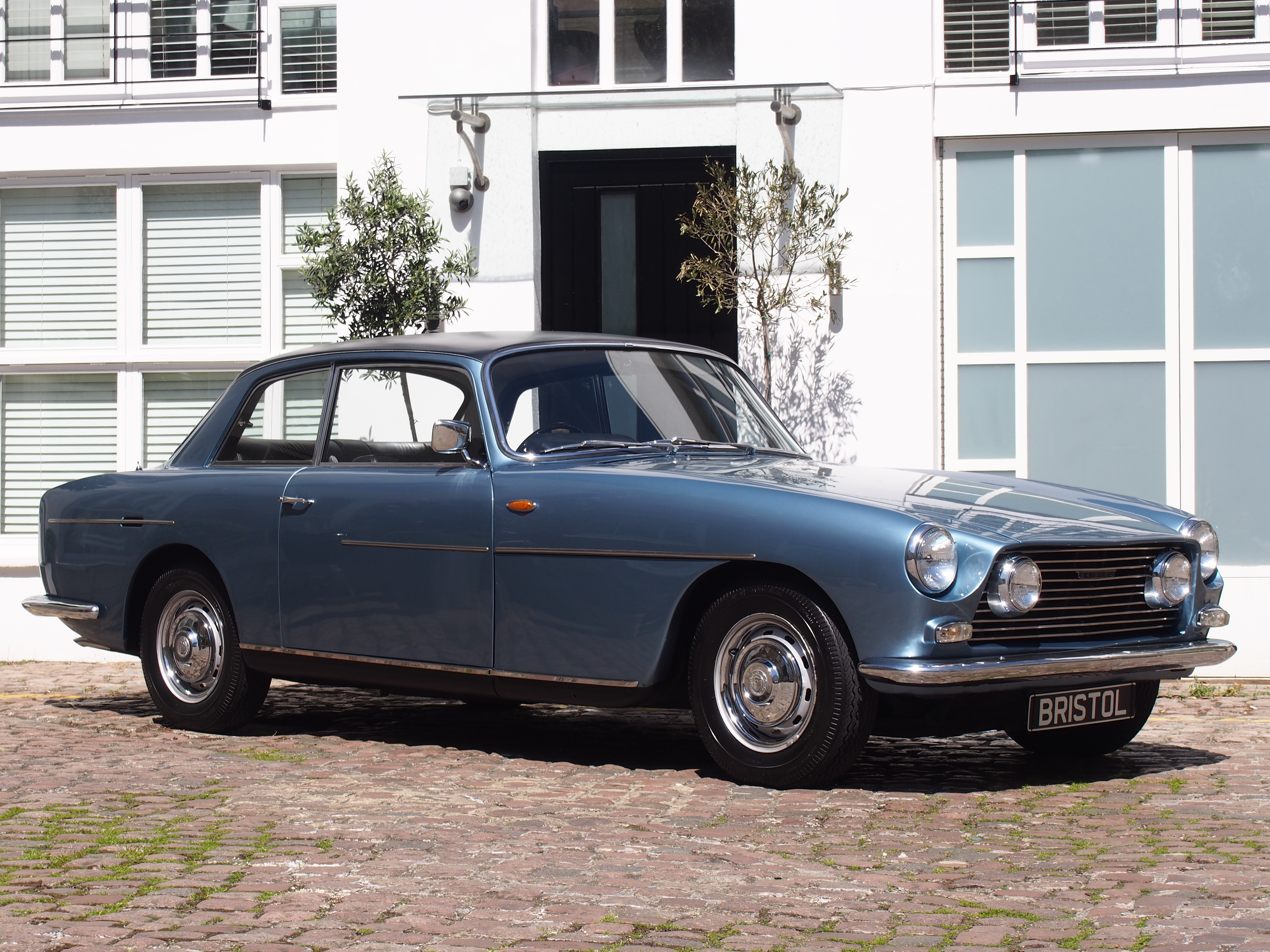
بریستول ۴۱۱

بریستول کارز (به انگلیسی: Bristol Cars) شرکت خودروسازی بریتانیایی است، که در زمینه طراحی و ساخت خودروهای لوکس دست‌ساز فعالیت می‌کند.
شرکت بریستول کارز در سال ۱۹۴۵ از دارایی‌های بخش خودروسازی شرکت هواپیماسازی بریستول، توسط سر جرج استنلی وایت و تونی کوک در شهر بریستول تأسیس شد.
دفتر مرکزی این شرکت در شهر کنزینگتون، بریتانیا قرار دارد و کارخانه تولیدی آن در فرودگاه بریستول مستقر می‌باشد.
از خودروهای تولید شده توسط بریستول کارز می‌توان به: بریستول ۴۰۰، بریستول ۴۰۱، بریستول ۴۰۳، بریستول ۴۰۴ و ۴۰۵، بریستول ۴۰۶، بریستول ۴۰۷، بریستول ۴۰۸، بریستول ۴۱۰، بریستول ۴۱۱ و بریستول ۴۱۲ اشاره نمود.